# Помазання (ритуал)

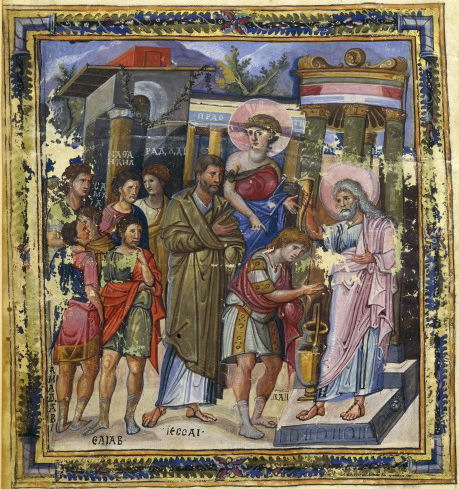
Помазання Давида з Паризького Псалтиря, 10 ст.

Помазання (лат. Unctio) — релігійний ритуальний акт поливання або умащення миром (ароматичною олією) голови, інших частин тіла або цілого тіла людини.
З часом цей термін також став застосовуватись до пов'язаних (схожих) актів окроплення, обливання або змазування людини чи предмету будь-якою ароматичною олією, молоком, олією або іншим жиром.
В деяких культурах ароматичні олії використовуються як парфуми, і ділитися ними — це символ гостинності.
Традиція помазання, як символ божественного впливу або благословення зафіксовано з найдавніших часів.
Також помазання використовувалося як лікарський засіб, який, як вважалося, позбавляв людей або речі від небезпечних духів і демонів, які, як вважалося, викликали хвороби.
В сучасній традиції «помазання» зазвичай використовується для церемоніальних благословень, таких як коронація європейських монархів. Виводиться з біблейської практики, найбільш відомої за помазанням Аарона як первосвященика та правителів Саула та Давида пророком Самуїлом.
Ця концепція застосовувалась також для постатей Месії та Христа (на івриті та грецькій мові — «Помазаник»), які є помітними в єврейській та християнській теології та есхатології.
Помазання — особливо помазання хворих — відоме як «unction» та помазання вмираючих, як частина передсмертних обрядів у католицькій та православній церкві також називають як «крайнє заступництво».

## Історія
Помазання служило трьом різним цілям: воно розглядалось як засіб зміцнення здоров'я та захисту від злих духів, як знак честі й обраності та як символ посвячення.
Це древній ритуал, який згодом став об'єктом церемоніальної дії в різних релігіях.
В доісторичних та первісних релігіях жир жертовних тварин вважався потужним оберегом. Східноафриканські араби традиційно помазували себе левиним жиром, щоб набратися мужності та викликати страх у інших тварин. Австралійські аборигени змащувались жиром вбитих жертв, щоб здобути їх силу.
У пізніших релігіях, де жертвоприношення більше не практикувалося, прийнято було освячувати олію на спеціальній церемонії.

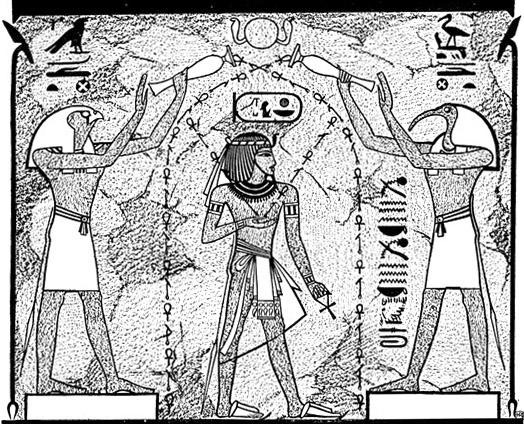
Помазання фараона в Давньому Єгипті

Жерці Стародавнього Єгипту використовували помазання як частину урочистих церемоній зведення на посаду високопосадових осіб. Також намащування мумій запашними оліями було добре відомою практикою як важлива частина муміфікації.
В релігії Індії здавна відомі ведичні ритуали, що включали помазання миром правителів, священнослужителів та божеств-ідолів. Зараз вони відомі як абхішека. Практика поширилася й на буддистів. У сучасному індуїзмі та джайнізмі помазання є поширеним явищем, де зазвичай використовують продукти «священної корови» — молоко або масло. Помазують як акт освячення або благословення на різних етапах життя, під час ритуалів, що супроводжують народження дитини, зростання, релігійні посвяти або смерть. А деяких релігійних божеств помазують щодня.
Людину помазують вниз — з голови до ніг. Також використовують арома-олії або настоянки шафрану, куркуми чи квітів; також можуть використовуватися стічні води, що утворюються під час очищення певних божеств-ідолів. Мазі можуть містити попіл, глину, порошкоподібний сандал або трав'яні пасти.
Буддиські практики помазання значною мірою походять від індуїстських практик, але, як правило, менш складні. Буддисти можуть окропити зібраних практикуючих водою або позначити ідолів Будди або Бодгісаттва коров'ячим вершковим маслом. Також використовується вода з квітів, «шафранова вода», настояна шафраном або куркумою.
В юдаїзмі використання освяченої олії для помазання було важливим при висвяченні євреями священиків, первосвященика.
Пророки та ізраїльські царі також були помазані. Церемонія помазання описана в Книзі Виходу, коли «Дух Господній» через пророка Самуїла здійснив символічну коронацію на правління Саула та Давида. Практика помазання не була сталою, й можливо була необхідною лише при освяченні нової лінії чи династії правителів.
Первосвященика та правителя називали «Помазанцем» або «Помазаником Божим».
Християнство розвинулось з юдаїзму завдяки асоціації Ісуса з єврейськими пророцтвами про «Помазаника». Назва «Христос» є формою грецького еквівалента цієї єврейської назви. Вважається, що він був помазаний Святим Духом під час хрещення. Буквальне помазання Ісуса відбувається, коли його щедро змастили олією Марія з Віфанії.
У Євангелії від Івана описується «помазання від Святого» і «від того, що Він живе в вас». В християнстві духовне помазання і буквальне помазання миром пов'язані з дією Святого Духа. Зокрема східні православні церкви надають великого значення миру, яке вважається благословляли Дванадцять апостолів.
Практика помазання миром склалася в ранній церкві в кінці 2 століття як символ Христа, відродження та благословення. Найдавнішим збереженим повідомленням про нього є лист, написаний Теофілом, єпископом Антиохійським, де говориться, «чому нас називають християнами, бо ми помазані Божою олією» і «яка людина, вступаючи в це життя … не є помазанною миром». Також цю практику згадують Іполіт Римський та Ориген що пише «всі ми можемо бути охрещені у тих видимих водах і у видимому помазанні, відповідно до форми, переданої церквам».
Помазання було особливо важливим серед гностиків. У багатьох ранніх апокрифічних та гностичних текстах говориться, що хрещення Івана Хрестителя водою було неповним і що помазання миром є необхідною частиною процесу хрещення. Євангеліє від Пилипа каже, що помазання перевершує хрещення. Бо Отець помазав Сина, а Син помазав апостолів, і апостоли помазали нас. Той, хто був помазаний, володіє всім. Він володіє Воскресінням, Світлом, Хрестом, Святим Духом.
У Діяннях Фоми помазання є початком ритуалу хрещення і є важливим для того, щоб стати християнином, оскільки там сказано, що Бог знає своїх власних дітей за своєю печаткою і що печатка приймається через миро.
У Середньовічному та Ранньомодерному християнстві олія від світильників, спалених перед вівтарем в церквах, вважалась особливою святістю. В Посланні Якова (Яків 5: 14-15) зазначається, що олія для помазання, застосовувана з вірою, є потужною зброєю проти духовного нападу ворога, що може перерости у хворобу, призначену для знищення тіла.

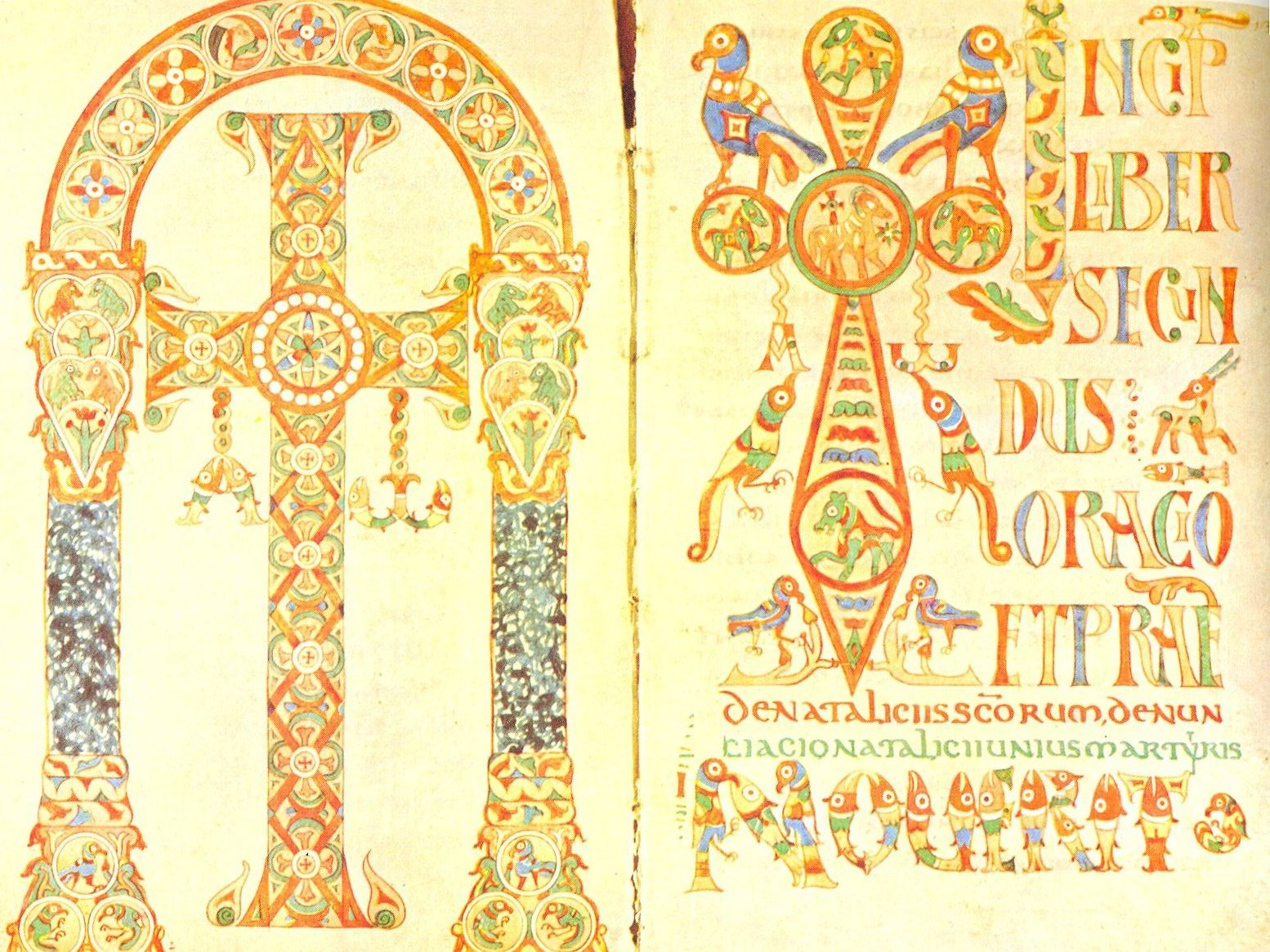
Фронтиспис рукопису Гелазіанської Сакраментарії

Римо-католицька, англіканська та лютеранська церкви розрізняють три види святих олій для помазання: «Олія катехуменів», «Олія немічних» та «Священне Миро». Перші дві є благословенними, а миро є священним.
Олія катехуменів використовується безпосередньо перед хрещенням немовлят або дорослих катехуменів. У ранній церковній традиції, хрещення було свідомим рішенням дорослих людей, відомих як «катехумени», що протягом певного періоду проходили навчання «катехімізацію».
У пізніші часи олією помазували священників та єпископів. Ритуал також застосовувався під час обряду коронації. У деяких країнах, як наприклад у Франції, олією якою робилось помазання під час коронації було миро.
«Олія немічних людей» використовується для здійснення Таїнства помазання хворих, ритуального лікування хворих та немічних за допомогою того, що в західному християнстві зазвичай називали «Extreme Unction» з кінця 12 до кінця 20 століття.
Священне Миро використовується в Таїнствах Хрещення, Конфірмації та Священних Орденів. Воно також використовується при освяченні нових Церков, нових вівтарів, а також при освяченні нових патен, келихів та інших ритуальних речей.
У православних та греко-католицьких церквах помазання більше відоме як таїнство миропомазання. Воно виконується відразу після Таїнства Хрещення в рамках однієї церемонії. У ритуалі використовується священне миро. Для того, щоб апостольське благословення залишалося безперервним, контейнер з миром ніколи не спорожняється повністю. Його поповнюють за необхідності, як правило, на церемонії, що проводиться у Великий четвер Константинопольським патріархом, або в патріарших соборах Головами автокефальних церков. Отже освячення мира завжди виконує Патріарх або Першосвященник. Це миро зазвичай зберігається на Святому престолі або на столі приношення. Під час хрещенні людину помазують, використовуючи миро, щоб зробити хрест на чолі, очах, ніздрях, губах, обох вухах, грудях, руках і ногах. Для цього священик використовує спеціальну щітку.
До 20 століття миро також використовувалось для помазання православних монархів.
У Вірменській церкві хрести традиційно не вважаються святими, поки їх не помажуть миром і не помоляться закликаючи Святого Духа. Раніше такий самий ритуал був відомий і в інших православних церквах.

## Коронація

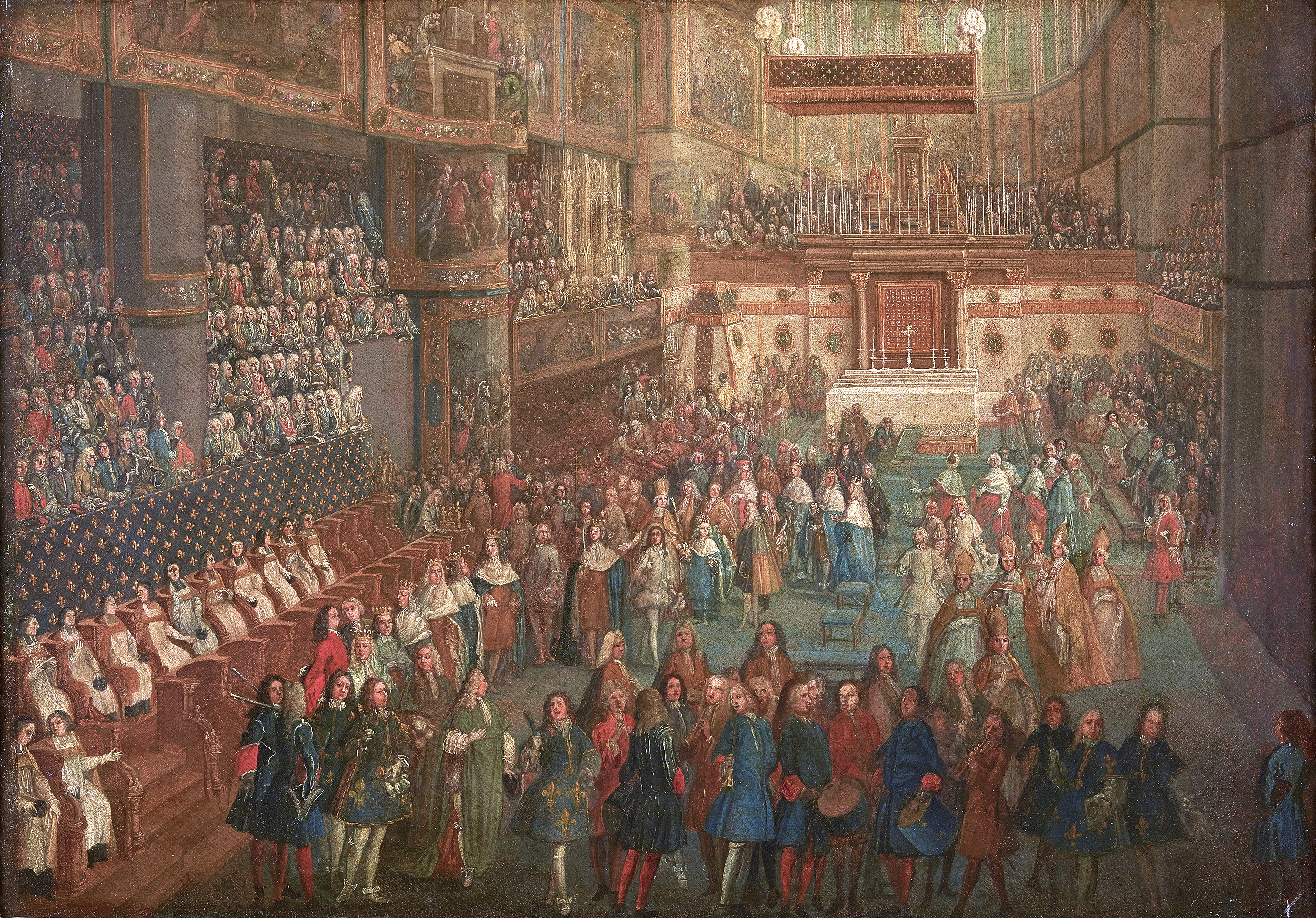
Помазання Людовика XV королем Франції

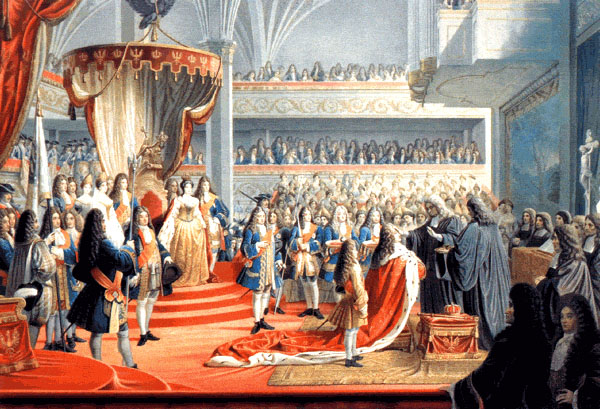
Помазання Фрідріха I королем Пруссії двома протестантськими єпископами після його коронації в Кенігсберзі, 1701

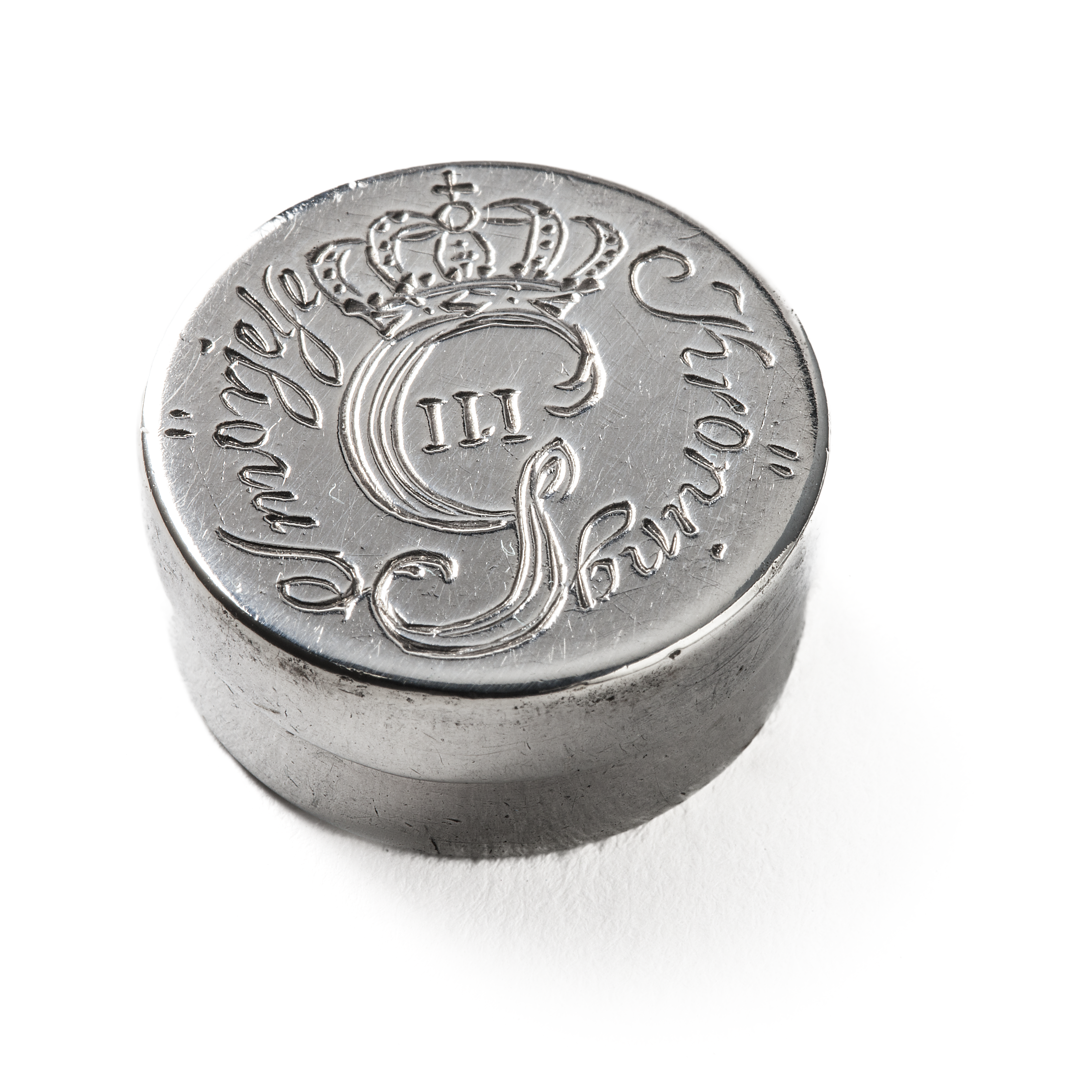
Миро у срібній коробці коронації Шведського короля Густава III, 1772, що містить лаванду та троянди

Починаючи від перших коронацій в давнину помазання було одним з невід'ємних складових церемонії коронації правителів держави.
Продовжуючи традиції єгипетських, вавилонський, ізраїльських церемоній, помазання стало важливим ритуалом у християнських обрядах коронації, особливо в Середньовічних монархіях Європи.
Рання французька легенда стверджувала, що флакон з миром Свята Ампула зійшов з Неба, щоб помазати Хлодвіга I королем франків після його навернення в християнство в 493 р.
Візіґотський король Вамба — відомий як найбільш ранній християнський король, якого було помазано. Хоча ця практика, очевидно, існувала й раніше в Іспанії та інших європейських країнах. Церемонія, яка ретельно наслідувала обряд описаний у Старому Завіті, була проведена 672 р. Квіріком, архієпископом Толедо.
Цей же ритуал, очевидно, був повторений через рік, коли Флавій Паулюс приєднався до септиманських повстанців й був проголошений королем.
Ритуал помазання монарха уособлював благословення Церквою нового правителя на владу. Особливо, коли відбувалась узурпація влади; наприклад Піпін, який замінив династію Меровінгів у Франції в 751 р.
Практика помазання короля першосвященником, також розглядалося як сакральне піднесення короля до священного (богообраного) або навіть святого статусу. Він надав месіанський (помазанний) аспект європейським монархіям. Спершу коронувати монарха на короля міг лише Папа Римський, або його леґат (представник). Пізніше помазання зазвичай здійснював головний архієпископ держави.
Хоча в багатьох країнах Європи існували давні традиції проголошення короля вічем або зборами найповажниших осіб, з наступних їх помазанням на правління. Поступово божественне право королів стало головною тезою правління в християнському контексті, продовжуючись навіть тоді, коли монархи відмовились від церемонії помазання.
В православних державах помазання нового монарха вважається Священним Таїнством. Вважається, що цей ритула наділяє володаря — завдяки благодаті Святого Духа — здатністю виконувати свої Богообранні обов'язки владарювання, особливо його служіння у захисті віри. На цій церемонії обов'язково мало використовуватись миро.
Зазвичай помазання відбулося під час коронації монарха під кінець богослужіння, безпосередньо перед його прийняттям Святого Причастя. Суверена та його дружину проводили до Святих Дверей (Іконостасу) собору та помазав патріарх. Після цього короля проводили одного через Святі Двері — дія, яка зазвичай була дозволена лише священикам — і причащали за маленьким столиком, накритим біля Святого Престолу.
В кінці ХХ — початку ХХІ ст. королівське помазання практикується лише для монархів Великої Британії та Тонги.
Посуд для королівського помазання вважається регалією, як ампула та ложка, що використовувались у Королівстві Франція або помазальні роги, що використовувались у Швеції та Норвегії.